# Sóc bay răng móc
Sóc bay răng móc, còn gọi là sóc bay Hoa Bắc, tên khoa học Aeretes melanopterus, là một loài gặm nhấm trong họ Sóc, bộ Gặm nhấm. Loài này được Milne-Edwards mô tả năm 1867. Đây là loài đặc hữu của Trung Quốc, chúng sống trong các khu rừng ôn đới.

## Phân loài
Loài này có 2 phân loài:
- Aeretes melanopterus melanopterus
- Aeretes melanopterus szechuanensis